# Águas de Março
Pistes de Jobim
Ana Luiza
Águas de Março est une chanson brésilienne écrite en 1972 par Antônio Carlos Jobim. Elle a été reprise de nombreuses fois au Brésil et à travers le monde. En 2001, la chanson a été élue meilleure chanson brésilienne de tous les temps par un ensemble de journalistes, musiciens et autres artistes consultés par le quotidien brésilien Folha de S.Paulo.

## Contexte de création
Antonio Carlos Jobim a eu l'idée de la chanson en mars 1972, alors qu'il se promenait avec sa femme, Thereza Otero Hermanny. Cette saison correspond au début de l'automne au Brésil. Les pluies diluviennes, qui transforment le paysage, bouleversent Jobim et lui inspirent la chanson (Águas de Março signifie « Les eaux de mars »).

## Paroles
Les paroles sont à l'origine en portugais du Brésil, et plusieurs adaptations en ont été faites notamment en anglais (par Jobim lui-même), ou en français (par Georges Moustaki). Dans la version d'origine, la chanson ne contient pas de récit, mais une énumération d'images, au moyen d'une anaphore (répétition du groupe verbal « É », qui signifie « c'est »). L'anaphore revient 44 fois dans la chanson. Et 95 images se succèdent.

## Différentes versions de la chanson

### Années 1970
- Le premier enregistrement date de mai 1972, sur un Extended play appelé O Tom de Antonio Carlos Jobim e o Tal de João Bosco. Cet EP était offert à l'achat du numéro de mai 1972 du périodique brésilien O Pasquim et n'a jamais été réédité depuis.
- Le second enregistrement fut réalisé pour l'album de la chanteuse Elis Regina album Elis (1972).
- Le troisième enregistrement de la chanson est sur le septième album de Jobim, Jobim (1973, réédité en 2000) qui contient également une version anglaise, dont il a lui-même traduit les paroles et qui est absente de l'album commercialisé au Brésil au même moment sous le nom Matita Perê.
- La même année, João Gilberto ouvre son album éponyme (surnommé son « Album blanc ») par une version à la guitare acoustique qui prend de grandes libertés avec le rythme et la métrique de la composition de départ.
- En 1973, Georges Moustaki enregistre sa propre version, à la demande de Jobim lui-même. Traduite en langue française (avec l'aide de Jobim), sous le titre Les eaux de mars sur son album Déclaration[3]. Sa version devient un grand succès. Le chanteur Chico Buarque la considère comme la plus belle chanson du monde.
- En 1973, la chanteuse italienne Mina, accompagnée par le grand orchestre de Pino Presti, enregistre sa propre version,  traduite en langue italienne,  sous le titre La pioggia di marzo sur son album Frutta e verdura.
- L'enregistrement considéré comme le plus abouti (pour la version originale) est celui du duo Jobim-Elis Regina pour l'album Elis & Tom en 1974. Il s'agit de la version la plus connue[6].
- En 1975, c'est Art Garfunkel qui enregistre une version en anglais, Waters of March, pour son album solo Breakaway (en).
- Stan Getz et João Gilberto enregistrent une version de la chanson pour leur album commun The Best of Two Worlds en 1976, avec les paroles portugaises chantées par Gilberto et les paroles anglaises par Miúcha, la femme de Gilberto à l'époque.

### Années 1990
- En 1994, Atlantique reprend "Les eaux de mars" pour son album Atlantique.
- En 1998, Basia interprète "Waters of March" sur son disque "Clear Horizon" qui reprend ses grands succès.

### Années 2000
- En 2004, John Pizzarelli l'enregistre en anglais pour son album intitulé Bossa Nova (en).
- En 2007, Vincent Delerm enregistre un album-live intitulé Favourites Songs, où il chante en duo ses chansons préférées. Il termine l'album en chantant Y'a d'la rumba dans l'air avec Alain Souchon (auteur de cette chanson) qu'il enchaîne directement avec Águas de Março (en portugais).

### Années 2010
- En 2010, Stacey Kent reprend "Les eaux de mars" pour son album Raconte-Moi[7].
- En 2014, Tony Carreira, en duo avec Hélène Ségara, interprètent de nouveau ce classique de la bossa nova avec leur reprise de la version française de la chanson: "Les eaux de mars".
- En 2016, "Les eaux de Mars" figure sur Bossa Nova, l'album de Pauline Croze sorti en juin 2016.